# Vuelta a La Rioja 2013
La Vuelta a La Rioja 2013, cinquantatreesima edizione della corsa e valida come evento del circuito UCI Europe Tour 2013 categoria 1.1, si tenne il 31 marzo 2013 su un percorso di 158,7 km. Fu vinta dall'italiano Francesco Lasca, giunto al traguardo con il tempo di 3h55'50" alla media di 40,37 km/h.
All'arrivo 73 ciclisti completarono il percorso.

## Squadre e corridori partecipanti
| N.      | Cod. | Squadra                           |
| ------- | ---- | --------------------------------- |
| 1-8     | LOK  | Lokosphinx                        |
| 11-18   | MOV  | Movistar Team                     |
| 21-28   | EUS  | Euskaltel-Euskadi                 |
| 31-38   | OGE  | Orica-GreenEDGE                   |
| 41-48   | CJR  | Caja Rural                        |
| 51-58   | COL  | Colombia                          |
| 61-68   | BUR  | Burgos BH-Castilla y León         |
| 71-78   | EUK  | Euskadi                           |
| 81-88   | CO4  | 4-72 Colombia                     |
| 91-98   | OPM  | Optum by Kelly Benefit Strategies |
| 101-108 | ARG  | Argentina                         |

## Ordine d'arrivo (Top 10)
| Pos. | Corridore        | Squadra       | Tempo    |
| ---- | ---------------- | ------------- | -------- |
| 1    | Francesco Lasca  | Caja Rural    | 3h55'50" |
| 2    | Michael Matthews | Orica-GreenE. | s.t.     |
| 3    | Ken Hanson       | Optum         | s.t.     |
| 4    | Eric Young       | Optum         | s.t.     |
| 5    | Daryl Impey      | Orica-GreenE. | s.t.     |
| 6    | Juan José Lobato | Euskaltel     | s.t.     |
| 7    | Enrique Sanz     | Movistar Team | s.t.     |
| 8    | Leigh Howard     | Orica-GreenE. | s.t.     |
| 9    | Michael Friedman | Optum         | s.t.     |
| 10   | Unai Iparragirre | Euskadi       | s.t.     |